# نورث هیل، کورن‌وال
نورث هیل (به انگلیسی: North Hill) یک روستا و محله مدنی در بریتانیا است که در کورنوال واقع شده‌است. نورث هیل ۹۵۴ نفر جمعیت دارد.